# Обчислювальний інтелект
Вираз обчислювальний інтелект зазвичай відноситься до здатності комп'ютера засвоїти конкретну задачу за допомогою даних або експериментального спостереження. Зазвичай вважається синонімом м'яких обчислень, хоча немає загального визначення обчислювальної інтелекту.
Взагалі, обчислювальний інтелект — це сукупність природних обчислювальних методологій та підходів для вирішення складних реальних проблем, для яких математичне чи традиційне моделювання може бути марним з кількох причин: процеси можуть бути занадто складними для математичних міркувань, вони можуть містити деякі невизначеності під час процесу, або процес може бути просто стохастичним за своєю суттю. Багато проблем із реального життя не можуть бути переведені на двійкову мову (значення 0 і 1) комп'ютеру для їх обробки. Обчислювальний інтелект забезпечує рішення таких проблем.
Методи, що використовуються, близькі до людського способу міркування, тобто використовують неточні та неповні знання, та здатні виробляти керуючи дії адаптивно. Таким чином, обчислювальний інтелект  використовує комбінацію п'яти основних додаткових методів: нечітку логіку, яка дає змогу комп'ютеру зрозуміти природну мову, штучні нейронні мережі, що дозволяє системі засвоювати експериментальні дані шляхом таких операцій, як біологічні, еволюційні обчислення, що базуються на процесі природного відбору, теорії навчання та ймовірнісних методів, що допомагає боротися з невизначеністю та неточністю.
За винятком цих основних принципів, в даний час популярні підходи включають біологічні алгоритми, такі як інтелект рою та штучна імунна система, які можна розглядати як частину еволюційних обчислень, обробки зображень, вилучення даних, обробки природних мов та штучного інтелекту (не плутати з обчислювальним інтелектом). Хоча і обчислювальний інтелект, і штучний інтелект прагнуть подібних цілей, існує чітке розмежування між ними.
Таким чином, обчислювальний інтелект - це спосіб діяти як людина, оскільки характеристика "інтелекту" зазвичай приписується людям. Останнім часом багато продуктів і предметів також претендують на "розумний характер", атрибут якого безпосередньо пов'язаний з міркуванням та прийняттям рішень.

## Історія
Поняття обчислювального інтелекту вперше було використано IEEE Радою з нейронних мереж (Neural Networks Council) у 1990 році. Ця Рада була заснована у 80-х роках групою дослідників, зацікавлених у розвитку біологічних та штучних нейронних мереж. 21 листопада 2001 року IEEE Рада з нейронних мереж (Neural Networks Council) стала IEEE Товариством нейронних мереж (Neural Networks Society), через два роки перетворившись на IEEE Товариство обчислювального інтелекту (Computational Intelligence Society), включивши нові сфери інтересів, такі як нечіткі системи та еволюційні обчислення, що стосувалися обчислювального інтелекту у 2011 році.
Але перше чітке визначення обчислювальної інтелекту було введено Бездеком (Bezdek) у 1994 році: система називається обчислювально інтелектуальною, якщо вона обробляє дані низького рівня, такі як числові дані, має компонент розпізнавання шаблонів і не використовує знання в сенсі штучного інтелекту, а також, коли вона починає проявляти обчислювальну адаптацію, відмовостійкість та коефіцієнт помилок, що наближаються до продуктивності людини.
Бездек (Bezdek) і Маркс (Marks) (1993) чітко диференціювали обчислювальний інтелект від штучного інтелекту, стверджуючи, що перший заснований на м'яких методах обчислень, тоді як штучний інтелект заснований на жорстких обчислюваннях.

## Різниця між обчислювальним та штучним інтелектом
Хоча штучний інтелект та обчислювальний інтелект прагнуть подібної довгострокової мети: досягти загального інтелекту, який є інтелектом машини, яка могла б виконати будь-яке інтелектуальне завдання, яке може людина; між ними чітка різниця. За словами Бездека (Bezdek) (1994), обчислювальний інтелект - це підмножина штучного інтелекту.
Існує два типи машинного інтелекту: штучний, заснований на жорстких обчислювальних техніках, та обчислювальний на основі методів м'яких обчислень, що дають змогу адаптуватися до багатьох ситуацій.
Жорсткі обчислювальні методи працюють за бінарною логікою, що базується лише на двох значеннях (булеві істинні чи помилкові 0 або 1), на яких базуються сучасні комп'ютери. Одна з проблем цієї логіки полягає в тому, що людську природну мову не завжди можна легко перекласти в абсолютні терміни 0 і 1. М'які обчислювальні методи, що засновані на нечіткій логіці, можуть бути корисними. Ця логіка є одним з головних  аспектів, набагато ближчих до того, як працює людський мозок шляхом агрегування даних до часткових істин (чіткі / нечіткі системи).
В рамках одних і тих самих принципів нечіткої та бінарної логіки існують чіткі та нечіткі системи. Логічна чіткість є частиною принципів штучного інтелекту і складається з того,  включений елемент у множину, чи ні, тоді як нечіткі системи дозволяють елементам бути у множині частково. Дотримуючись цієї логіки, кожному елементу можна присвоїти ступінь належності (від 0 до 1), а не виключно лише одне з цих двох значень.

## П'ять основних принципів роботи обчислювального інтелекту та їх застосування
Основні додатки обчислювального інтелекту включають інформатику, техніку, аналіз даних та біомедицину.
Нечітка логіка
Нечітка логіка створена для складних процесів реального життя і полягає у вимірюваннях та моделюванні процесів. Вона може впоратися з незавершеністю і, головне, невідомістю даних у моделі процесу, на противагу штучному інтелекту, який вимагає точних знань.
Ця методика, як правило, застосовується до широкого спектра галузей, таких як: контроль, обробка зображень та прийняття рішень. Але вона також добре впроваджується в галузі побутової техніки: пральні машини, мікрохвильові печі тощо. Ми можемо зіткнутися з цим при використанні відеокамери, де нечітка логіка допомагає стабілізувати зображення при триманні камери нестабільно. Інші сфери: медична діагностика, торгівля валютою та вибір стратегії бізнесу й багато інших застосувань цього принципу.
Нечітка логіка в основному корисна для наближених міркувань і не має здібностей до навчання.
Нейронні мережі
Це саме те, чому експерти працюють над розвитком штучних нейронних мереж на основі біологічних нейронних мереж, які можна визначити трьома основними компонентами: клітиною, яка обробляє інформацію, аксоном, що є пристроєм, якій дозволяє проводити сигнал, і синапсом, який управляє сигналами. Тому штучні нейронні мережі складаються з розподілених систем обробки інформації, що дозволяють здійснювати процес і вивчати досвід.
Що стосується застосування, нейронні мережі можна класифікувати на п'ять груп: аналіз даних та класифікація, асоціативна пам'ять, кластеризація шаблонів та управління. Як правило, цей метод має на меті аналіз та класифікацію медичних даних, нелінійні системи та управління ними. Крім того, методи нейронних мереж та нечітких систем при об'єднанні додають переваг створюваним системам.
Еволюційні обчислення
На основі процесу природного відбору, вперше запровадженого Чарльзом Робертом Дарвіном (Charles Robert Darwin), еволюційне обчислення полягає у використанні сили природної еволюції для створення нових методів штучної еволюції. Вона включає також інші сфери, такі як стратегія еволюції та еволюційні алгоритми. Основні застосування цього принципу охоплюють такі сфери, як оптимізація та багатоцільова оптимізація, для рішення яких традиційних математичних методів недостатньо.
Теорія навчання
Теорія навчання є одним з основних підходів обчислювального інтелекту у пошуках способів «міркування», близьких до людського,  У психології навчання - це процес об'єднання когнітивних, емоційних та екологічних ефектів та досвіду для набуття, розширення чи зміни знань, умінь, цінностей та світогляду (Ormrod, 1995; Illeris, 2004). Вивчення теорій допомагає зрозуміти, як обробляються ці ефекти й досвід, та допомагає робити прогнози на основі попереднього досвіду.
Ймовірнісні методи
Будучи одним з головних елементів нечіткої логіки, ймовірнісні методи, вперше введені Полом Ердосом (Paul Erdos) та Джоелем Спенсером (Joel Spencer) (1974), мають на меті оцінити результати обчислювальної інтелектуальної системи, здебільшого визначені випадковістю. Тому ймовірнісні методи виявляють можливі рішення проблеми на основі попередніх знань.